# Sporting Clube da Cruz
O Sporting Clube da Cruz é um clube português localizado na freguesia de Paranhos, município do Porto. O clube foi fundado em 19 de Maio de 1919 e o seu atual presidente é Hélder Ribeiro Pereira. É  instituição de utilidade pública desde 14 de Janeiro de 1986.
Fruto do excelente trabalho desenvolvido junto das crianças e jovens da cidade, com recurso exclusivamente ao voluntariado, foi-lhe atribuída em Junho de 2016 a Medalha de Mérito Desportivo - GRAU OURO - da cidade do Porto. Desenvolve a sua atividade nas áreas cultural, desportiva e de apoio social.
Na parte social com a criação de uma IPSS onde presta apoio escolar e alimentar às crianças e jovens que a frequentam. Na cultural com um grupo de teatro GRUTEPO.
Na parte desportiva tem equipas de formação em todos os escalões e equipa de futebol sénior participa, na época de 2016/17, na 2ª Divisão da Associação de Futebol do Porto.
Os seus jogos em casa são disputados no Campo do Outeiro.

## Títulos
- 3.ª Divisão da AF Porto (2): 1971/72 e 1984/85
- AF Porto 2ª Divisão: 2023/24